# Andliga Sånger (af Wirsén)
Andliga Sånger är ett samlingsverk i vilket Carl David af Wirséns dikter med religiöst innehåll ur olika tidigare diktverk förts samman. Det gavs ut 1898 och dikterna har en spännvidd från 1870-talet och fram till 1898. Det innehåller inga nya dikter och kan därför hittas i hans tidigare utgivning.

### Fotnoter
1. ↑  ”Andliga sånger” (på engelska). Worldcat. 16 mars 1898. https://www.worldcat.org/title/andliga-sanger/oclc/492770397&referer=brief_results. Läst 17 oktober 2017.